# Olympique Casablanca
Club Olympique de Casablanca is een sportvereniging uit Casablanca. De voetbalafdeling van de club begon in 1904. 
In 1995 fusioneerde de voetbalsectie van de club met Raja Casablanca. Olympique blijft wel verder bestaan als tennis- en rugbyclub.

## Erelijst
- Landskampioen
  - 1994
- Beker van Marokko
  - Winnaar: 1983, 1992,
- Arabische Beker der Bekerwinnaars
  - Winnaar: 1992, 1993, 1994